# Erika Nomeni
 (janvier 2024).
 (janvier 2024).
La mise en forme du texte ne suit pas les recommandations de Wikipédia : il faut le « wikifier ».
Les points d'amélioration suivants sont les cas les plus fréquents. Le détail des points à revoir est peut-être précisé sur la page de discussion.
- Les titres sont pré-formatés par le logiciel. Ils ne sont ni en capitales, ni en gras.
- Le texte ne doit pas être écrit en capitales (les noms de famille non plus), ni en gras, ni en italique, ni en « petit »…
- Le gras n'est utilisé que pour surligner le titre de l'article dans l'introduction, une seule fois.
- L'italique est rarement utilisé : mots en langue étrangère, titres d'œuvres, noms de bateaux, etc.
- Les citations ne sont pas en italique mais en corps de texte normal. Elles sont entourées par des guillemets français : « et ».
- Les listes à puces sont à éviter, des paragraphes rédigés étant largement préférés. Les tableaux sont à réserver à la présentation de données structurées (résultats, etc.).
- Les appels de note de bas de page (petits chiffres en exposant, introduits par l'outil «  Source ») sont à placer entre la fin de phrase et le point final[comme ça].
- Les liens internes (vers d'autres articles de Wikipédia) sont à choisir avec parcimonie. Créez des liens vers des articles approfondissant le sujet. Les termes génériques sans rapport avec le sujet sont à éviter, ainsi que les répétitions de liens vers un même terme.
- Les liens externes sont à placer uniquement dans une section « Liens externes », à la fin de l'article. Ces liens sont à choisir avec parcimonie suivant les règles définies. Si un lien sert de source à l'article, son insertion dans le texte est à faire par les notes de bas de page.
- La présentation des références doit suivre les conventions bibliographiques. Il est recommandé d'utiliser les modèles {{Ouvrage}}, {{Chapitre}}, {{Article}}, {{Lien web}} et/ou {{Bibliographie}}. Le mode d'édition visuel peut mettre en forme automatiquement les références.
- Insérer une infobox (cadre d'informations à droite) n'est pas obligatoire pour parachever la mise en page.

Pour une aide détaillée, merci de consulter Aide:Wikification.
Si vous pensez que ces points ont été résolus, vous pouvez retirer ce bandeau et améliorer la mise en forme d'un autre article.
Œuvres principales
L'amour de nous-mêmes, paru le 3 février 2023
Erika Nomeni est née en 1993, à Yaoundé. Elle a co-créé avec Paulo Higgins l’association culturelle Baham Arts, avec laquelle elle organise le festival Umoja.

## Biographie
Depuis 2013, elle s’intéresse à la musique, écrit et compose sous forme de beatmaking. Dès 2014, elle se passionne pour le rap sous le nom de WAKA et enchaîne les petites salles et concerts marseillais mais aussi internationaux. À partir de 2019, elle devient DJ WAKA, travaille dans une radio alternative de Marseille et organise le festival INTERSECTIONS en 2018 et 2019. Parallèlement, Erika Nomeni s’est aussi spécialisée dans les ateliers d’écriture et de beatmaking et participe à diversifier les scènes marseillaises en organisant de nombreux évènements et ateliers avec les artistes minorisés de la ville. Elle a de plus participé à la création d'une scène lors du festival Massilia Afropéa avec la rappeuse Casey et l'écrivain, poète et slameur Soly Mbaé Tahamida, pour la mémoire d'Ibrahim Ali et organisée par Eva Doumbia. Parallèlement, elle a donné des cours à l’École d’Ingénieurs Centrale Marseille et a à cœur de développer les scènes alternatives marseillaises.
En février 2023, elle publie son premier roman épistolaire, L’amour de nous-mêmes,, aux Éditions Hors D’Atteinte. Cette œuvre explore les différents types d’amour. Qu’ils soient amicaux, amoureux, familiaux, l’amour de soi, mais aussi les identités multiples, et la difficulté de trouver sa place sur le marché de l'amour lorsqu'on est un corps minoritaire,,.
Elle est queer,.

## Publications
- L’amour de nous-mêmes[15], Marseille[16], Hors d’atteinte, 2023, 157 p[17],[18].

- SLAYETH LOVE: Collection of Letters From & For Queer Afro-Diasporic People, x_collective_x, Italy, Germany, Europe and Switzerland, 2024, 200 p.